# Morti nel 1968/Febbraio
| Questa pagina contiene informazioni ricavate automaticamente dalle voci biografiche con l'ausilio del template Bio e di un bot. L'aggiornamento è periodico e automatico e ricostruisce completamente la pagina. Se manca una persona in questa lista, sei pregato di non aggiungerla, ma accertati piuttosto che la sua voce biografica contenga il template Bio e che i dati anagrafici siano correttamente compilati. Se il template Bio manca, inseriscilo tu stesso o, in alternativa, metti l'avviso {{tmp\|Bio}} che ne segnala la mancanza. Se i dati riportati sono sbagliati, correggi direttamente la voce biografica; le modifiche saranno visibili in questa lista entro pochi giorni. Per chiarimenti vedi il progetto biografie. La lista contiene solo le 85 persone che sono citate nell'enciclopedia e per le quali è stato implementato correttamente il template Bio. Pagina aggiornata al 3 mar 2024. |

- 1º febbraio - Hugo Benioff, geofisico e inventore statunitense (n. 1899)
- 1º febbraio - Willy Jäggi, calciatore svizzero (n. 1906)
- 1º febbraio - Nguyễn Văn Lém, attivista vietnamita
- 2 febbraio - Michele Campana, giornalista e scrittore italiano (n. 1885)
- 2 febbraio - Salvatore Gallo Poggi, avvocato e politico italiano (n. 1875)
- 3 febbraio - Indro Cenci, allenatore di calcio e calciatore italiano (n. 1912)
- 3 febbraio - Francesco Dominici, tenore italiano (n. 1885)
- 3 febbraio - Carl Krauch, chimico e imprenditore tedesco (n. 1887)
- 3 febbraio - Adolph John Paschang, vescovo cattolico e missionario statunitense (n. 1895)
- 3 febbraio - Ugo Pignetti, generale italiano (n. 1878)
- 3 febbraio - Tullio Serafin, direttore d'orchestra italiano (n. 1878)
- 4 febbraio - Eddie Baker, attore statunitense (n. 1897)
- 4 febbraio - Neal Cassady, scrittore statunitense (n. 1926)
- 4 febbraio - Jean Gachet, pugile francese (n. 1894)
- 4 febbraio - Ján Mudroch, pittore slovacco (n. 1909)
- 4 febbraio - Stuart Palmer, scrittore statunitense (n. 1905)
- 4 febbraio - René Poyen, attore francese (n. 1908)
- 5 febbraio - Enrico Altavilla, giurista italiano (n. 1883)
- 5 febbraio - Wanda Krahelska-Filipowicz, attivista polacca (n. 1886)
- 5 febbraio - Paul-Marie-André Richaud, cardinale e arcivescovo cattolico francese (n. 1887)
- 6 febbraio - Nick Adams, attore statunitense (n. 1931)
- 6 febbraio - Giuseppe Borrelli, politico italiano (n. 1910)
- 7 febbraio - Francesco Maria Franco, vescovo cattolico italiano (n. 1877)
- 7 febbraio - Ivan Aleksandrovič Pyr'ev, regista e sceneggiatore russo (n. 1901)
- 8 febbraio - René Navarre, attore francese (n. 1877)
- 9 febbraio - Edward Moore, canottiere statunitense (n. 1897)
- 9 febbraio - Aurelia Navarro Moreno, pittrice spagnola (n. 1882)
- 9 febbraio - Ivan Sharpe, calciatore inglese (n. 1889)
- 9 febbraio - Nello Traquandi, politico e antifascista italiano (n. 1898)
- 10 febbraio - Mario Pannunzio, giornalista e politico italiano (n. 1910)
- 10 febbraio - Harry Schmidt, generale statunitense (n. 1886)
- 10 febbraio - Pitirim Aleksandrovič Sorokin, sociologo russo (n. 1889)
- 11 febbraio - Edmund Lindmark, ginnasta e tuffatore svedese (n. 1894)
- 11 febbraio - Howard Lindsay, drammaturgo, attore e sceneggiatore statunitense (n. 1889)
- 12 febbraio - Maria Caspar-Filser, pittrice tedesca (n. 1878)
- 12 febbraio - Irena Kamecka, cestista polacca (n. 1915)
- 13 febbraio - Mae Marsh, attrice statunitense (n. 1894)
- 13 febbraio - Ante Pandaković, medico e allenatore di calcio jugoslavo (n. 1891)
- 13 febbraio - Ildebrando Pizzetti, compositore, musicologo e critico musicale italiano (n. 1880)
- 14 febbraio - Bruno Pontremoli, imprenditore, ingegnere e ufficiale italiano (n. 1892)
- 14 febbraio - Pierre Marie Joseph Veuillot, cardinale e arcivescovo cattolico francese (n. 1913)
- 15 febbraio - Jackie Goldsmith, cestista statunitense (n. 1921)
- 15 febbraio - Sid Kimpton, calciatore e allenatore di calcio inglese (n. 1887)
- 15 febbraio - Little Walter, armonicista, chitarrista e cantante statunitense (n. 1930)
- 15 febbraio - Adolfo Suárez Morán, calciatore spagnolo (n. 1908)
- 17 febbraio - Jack Ahearn, cestista statunitense (n. 1918)
- 17 febbraio - Leo Cella, pilota automobilistico e pilota di rally italiano (n. 1937)
- 17 febbraio - Paolo De Maria, militare e prefetto italiano (n. 1891)
- 17 febbraio - Jacques Rodrigues, schermidore francese (n. 1886)
- 17 febbraio - Léon Savary, scrittore e giornalista svizzero (n. 1895)
- 17 febbraio - Marquard Schwarz, nuotatore statunitense (n. 1887)
- 17 febbraio - Hertha Sponer, fisica tedesca (n. 1895)
- 17 febbraio - Lina Tartara Minora, attrice italiana (n. 1892)
- 18 febbraio - Gustavo Carrer, calciatore e allenatore di calcio italiano (n. 1885)
- 18 febbraio - Juan de Landa, attore spagnolo (n. 1894)
- 19 febbraio - Eugen Angelescu, chimico rumeno (n. 1896)
- 19 febbraio - Joaquín Edwards Bello, scrittore cileno (n. 1887)
- 19 febbraio - Georg Hackenschmidt, wrestler, strongman e scrittore estone (n. 1877)
- 19 febbraio - Hamilton Luske, regista e animatore statunitense (n. 1903)
- 19 febbraio - Pietro Mancini, politico italiano (n. 1876)
- 20 febbraio - Anthony Asquith, regista e sceneggiatore britannico (n. 1902)
- 21 febbraio - Howard Walter Florey, medico, patologo e fisiologo australiano (n. 1898)
- 21 febbraio - Pavel Varfolomeevič Kuznecov, pittore, scenografo e grafico russo (n. 1878)
- 21 febbraio - Maurice Rostand, scrittore francese (n. 1891)
- 21 febbraio - Nino Sansone, giornalista e scrittore italiano (n. 1915)
- 22 febbraio - Frank Adcock, storico e crittografo britannico (n. 1886)
- 22 febbraio - Tivadar Soros, esperantista, scrittore e avvocato ungherese (n. 1893)
- 22 febbraio - Verner Weckman, lottatore finlandese (n. 1882)
- 23 febbraio - Mario Bruschera, ciclista su strada italiano (n. 1887)
- 23 febbraio - Emil Hirschfeld, pesista e discobolo tedesco (n. 1903)
- 23 febbraio - Fannie Hurst, scrittrice e sceneggiatrice statunitense (n. 1889)
- 23 febbraio - Camille Huysmans, politico e giornalista belga (n. 1871)
- 25 febbraio - Augusto Bissiri, inventore italiano (n. 1879)
- 25 febbraio - George Marion Jr., sceneggiatore statunitense (n. 1899)
- 25 febbraio - Léon Pickers, pallanuotista belga (n. 1937)
- 26 febbraio - Emanuele Guerrieri, politico italiano (n. 1900)
- 26 febbraio - Arturo Lancellotti, scrittore e critico d'arte italiano (n. 1877)
- 27 febbraio - Frankie Lymon, cantante e compositore statunitense (n. 1942)
- 28 febbraio - Giuseppe Carrieri, poeta, avvocato e giornalista italiano (n. 1886)
- 28 febbraio - Juanita Hall, attrice e cantante statunitense (n. 1901)
- 28 febbraio - Doretta Morrow, attrice, cantante e ballerina statunitense (n. 1927)
- 28 febbraio - Horst Schade, calciatore tedesco (n. 1922)
- 28 febbraio - Nikolaj Nikolaevič Voronov, generale sovietico (n. 1899)
- 29 febbraio - Paolo Gennari, canottiere italiano (n. 1908)
- 29 febbraio - Enrico Pistolesi, matematico, ingegnere e politico italiano (n. 1889)